# Om Jesu blod jag sjunga vill
Om Jesu blod jag sjunga vill (original "Emedan blodet räcker till" eller "Emedan Jesus göt sitt blod") är en psalm/sång med text och musik skriven 1872 av August Östlund. Både text och melodi är av Östlund, även om det funnits felaktiga uppgifter om att melodin varit en folkmelodi. Sången var enligt Oscar Lövgren från början "en lång dikt med hänsyftning på den troende gruppen i författarens hembygd." Sången har en typisk inriktning för herrnhutismens psalmer och trycktes första gången i ett separattryck 1872 och i Östlunds egen Andeliga sånger författade av A.Ö.. Texten bearbetades 1986 av Gunnar Melkstam.
I Psalmer och Sånger 1987 och Segertoner 1988 har sången fått plats i form av Gunnar Melkstams lätta bearbetning. I Lova Herren 1988 har den också bearbetats och fått anslaget "Nu vill jag sjunga om det blod".

## Publicerad i
- Lovsånger och andeliga visor 1877 som nr 82 med 11 verser med titelraden "Emedan blodet räcker till" och med psalmtiteln "Källan".
- Herde-Rösten 1892 som nr 466 under rubriken "Jesu blod" med titeln "Kring källan"
- Svenska Missionsförbundets sångbok 1920 som nr 252 under rubriken "Trosvisshet".
- Kom (sångbok) 1930, nr 17 med titeln "Emedan blodet räcker till",  under rubriken "Frälsningen i Kristus".
- Segertoner 1930 som nr 31
- Guds lov 1935 som nr 203  med titeln "Emedan blodet räcker till", under rubriken "Sånger om frälsningen".
- Sånger och psalmer 1951 som nr 425 efter bearbetning 1948  med titeln "Emedan Jesus göt sitt blod" under rubriken "Troslivet. Trosvisshet och glädje".
- Segertoner 1960 som nr 31
- Lova Herren 1988 som nr 362 med titeln "Nu vill jag sjunga om det blod", under rubriken "Frälsningens mottagande genom tron".
- Psalmer och Sånger 1987 som nr 611 under rubriken "Att leva av tro - Skuld - förlåtelse".[2]
- Segertoner 1988 som nr 535 under rubriken "Att leva av tro - Skuld - förlåtelse -rening".[1]
- Sions Sånger 1951 nr 40.
- Sions Sånger 1981 nr 93 med titelraden "Emedan blodet räcker till", under rubriken "Guds nåd i Kristus".